# Sant’Elena (Padua)

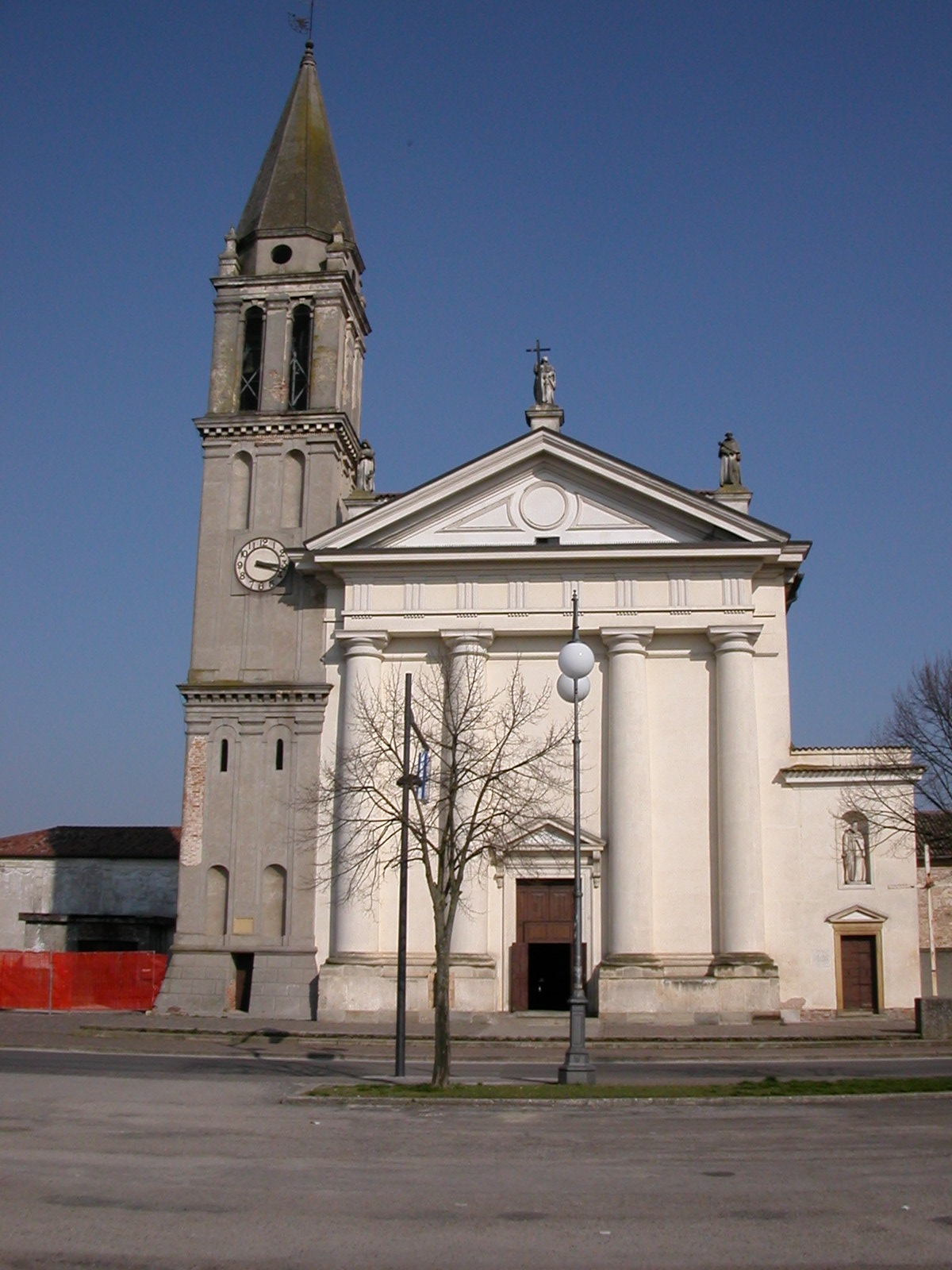
Parrocchialkirche von Sant'Elena

Sant’Elena ist eine nordostitalienische Gemeinde (comune) mit 2519 Einwohnern (Stand 31. Dezember 2023) in der Provinz Padua in Venetien. Die Gemeinde liegt etwa 27,5 Kilometer südwestlich von Padua.

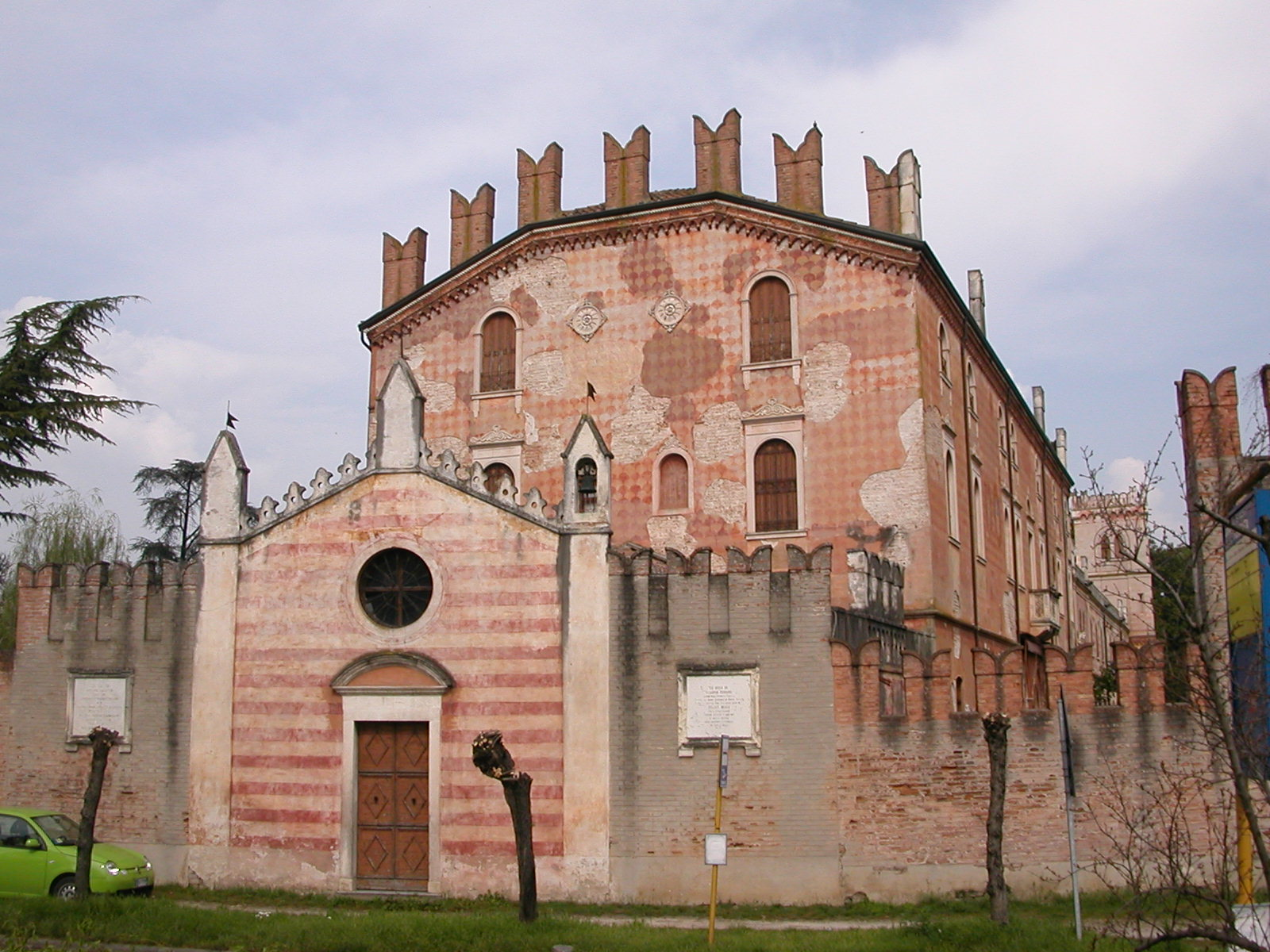
Viall Miari-De Cumani in Sant’Elena

## Verkehr
An der Bahnstrecke von Padua nach Bologna besteht in Sant’Elena ein Bahnhof gemeinsam mit der Nachbarstadt Este. Der Bahnhof liegt an der Gemeindegrenze und weitgehend auf dem Gebiet von Este.